# صبار ضاري

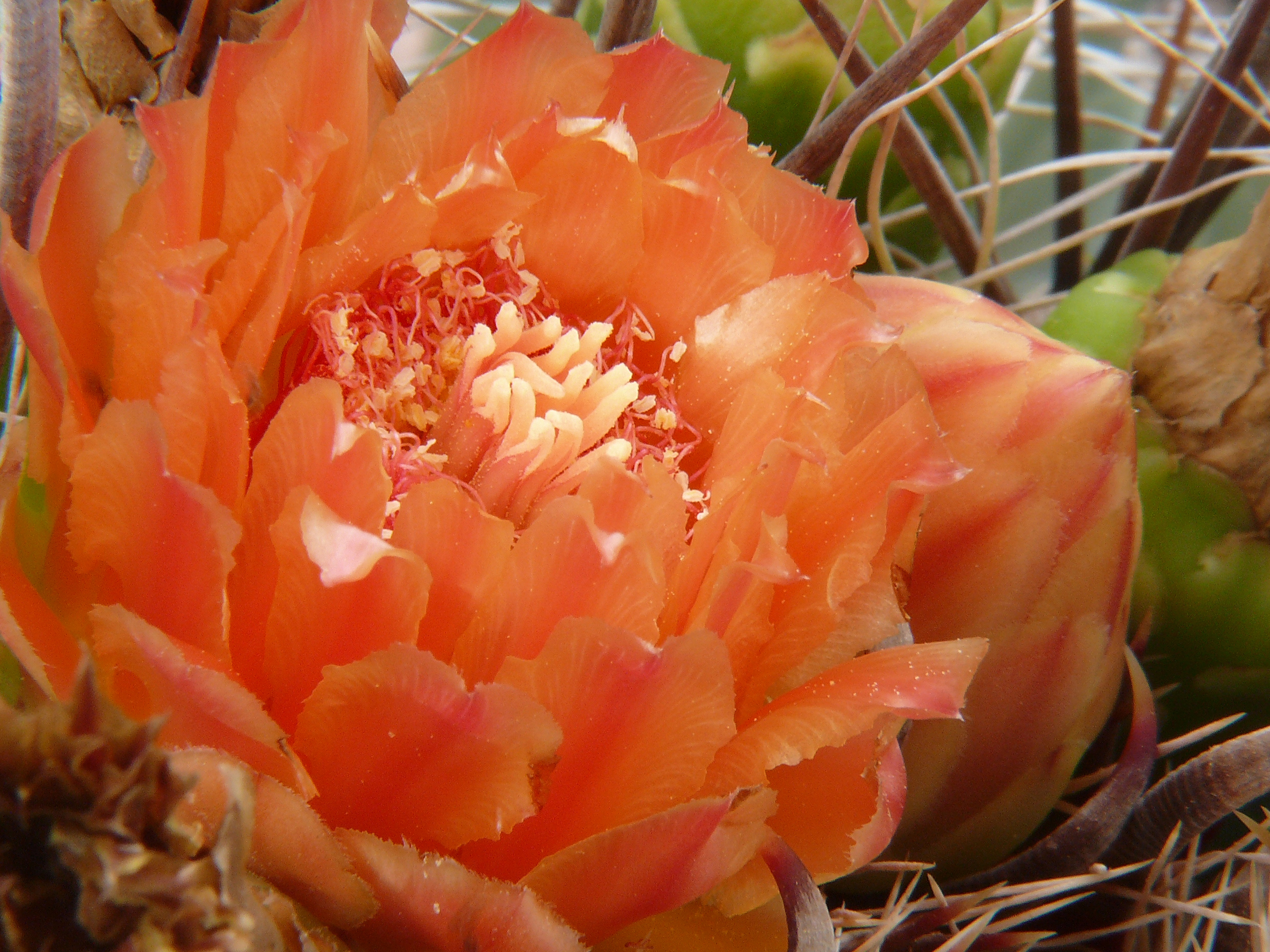
زهرة الصبّار الضّاري

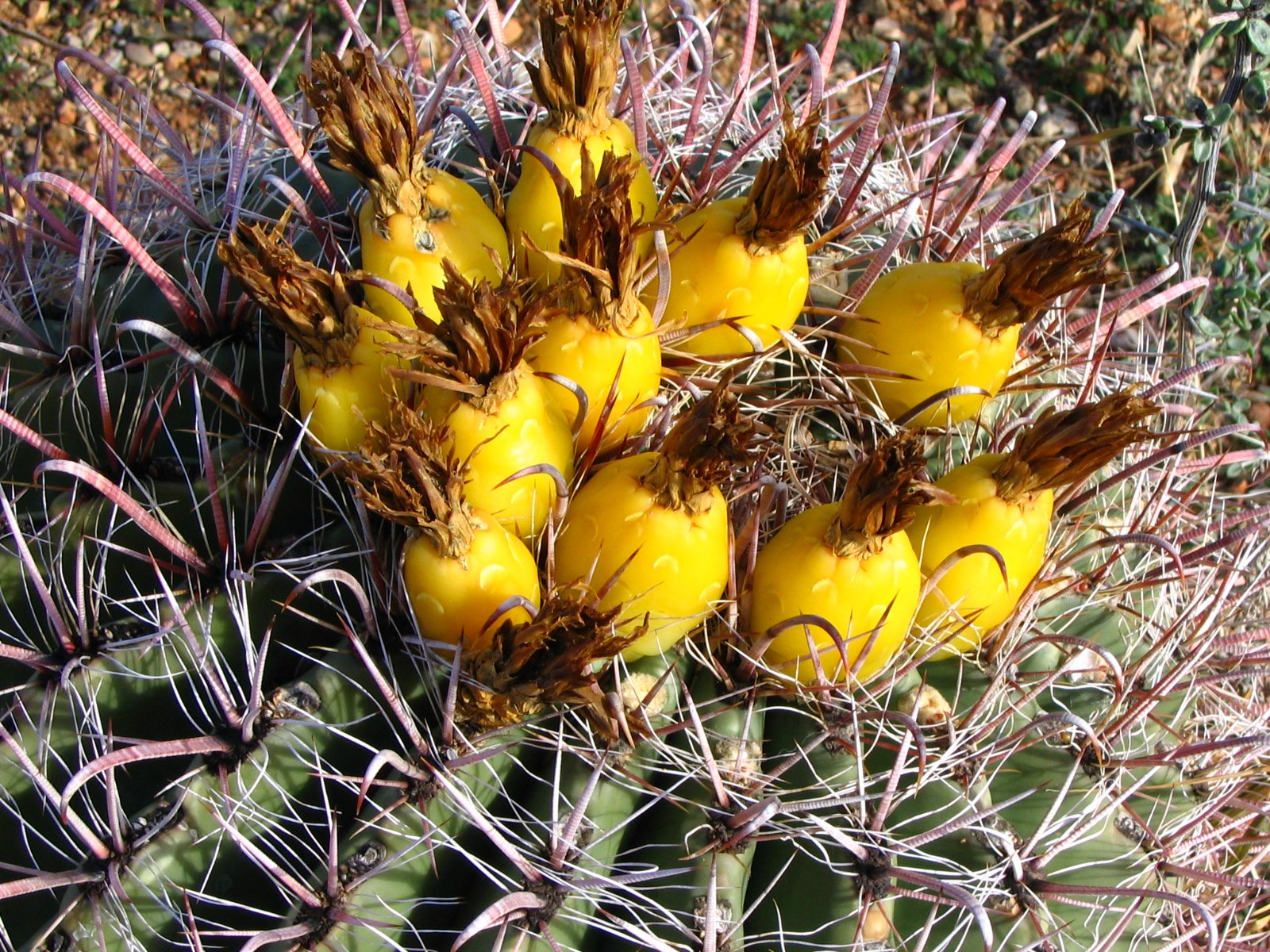
ثمار الصبّار الضّاري

الصبّار الضّاري  نبات من جنس ال(Ferocactus) من فصيلة الصبار وتقوم هذه النبتة بعملية البناء الضوئي بوساطة ساقها البرميلية الشكل وتوجد في الأمريكيتان الشمالية والجنوبية وتنمو عمودياً إلى حوالي المترين.

## معرض صور

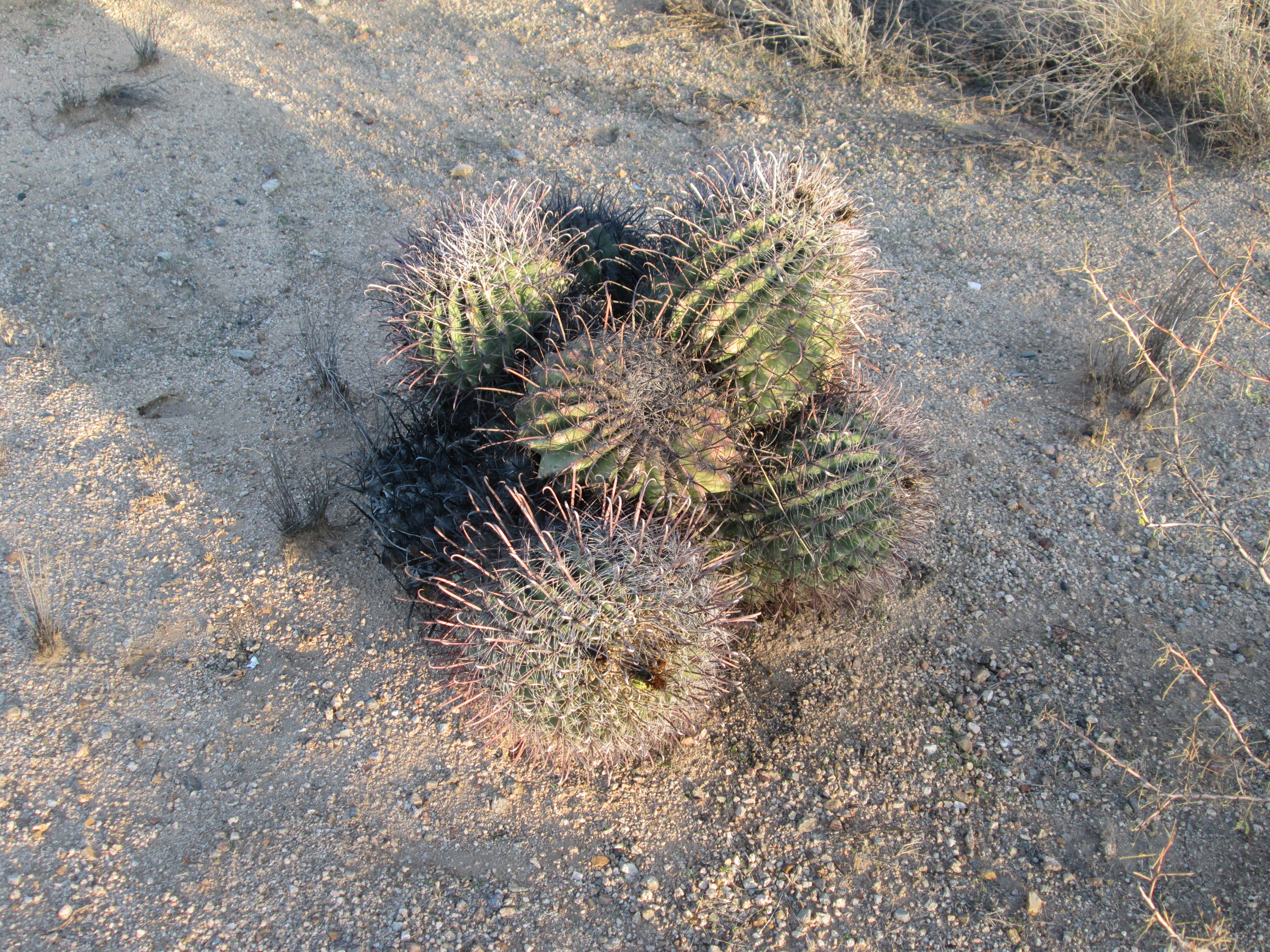
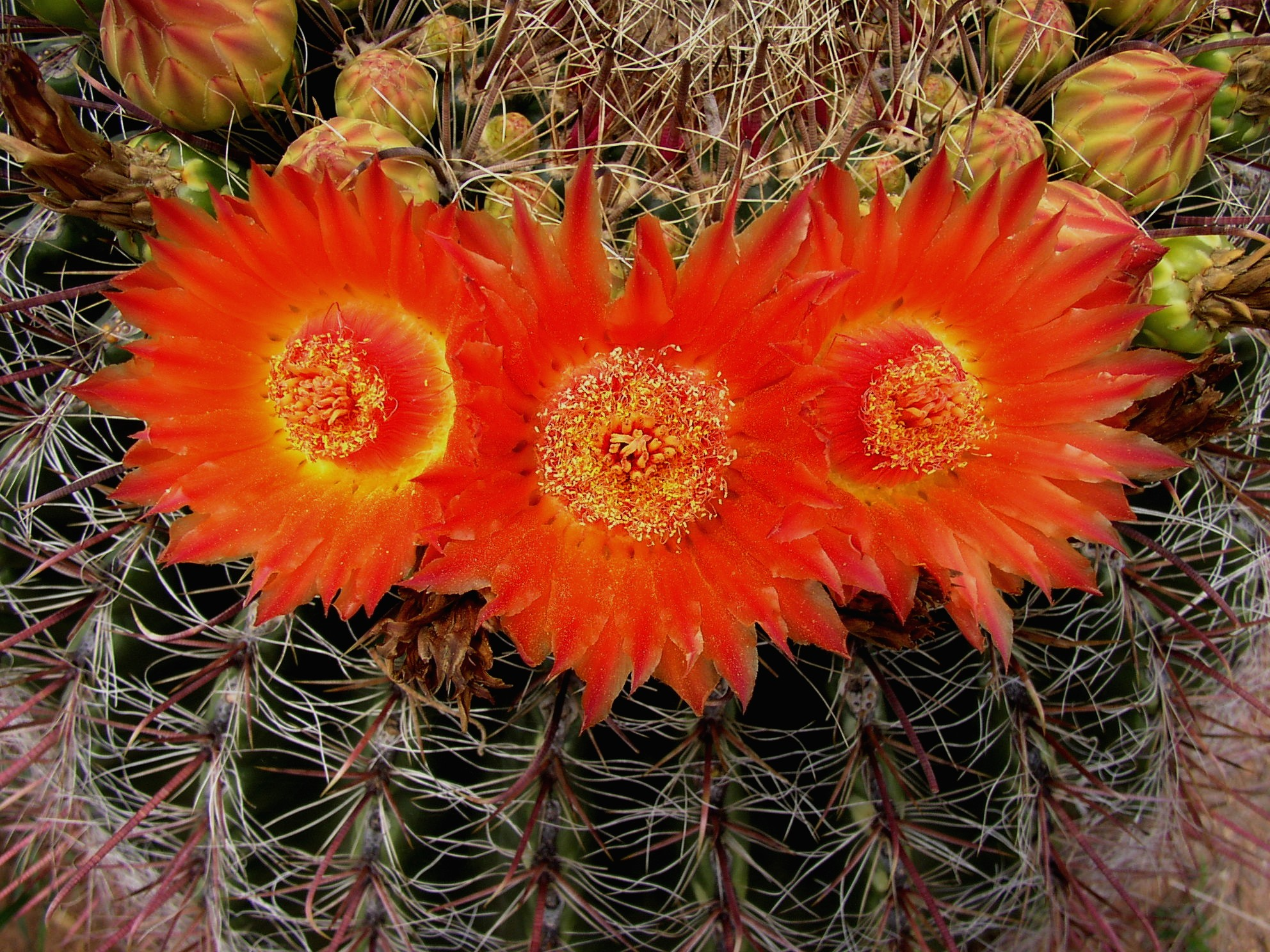
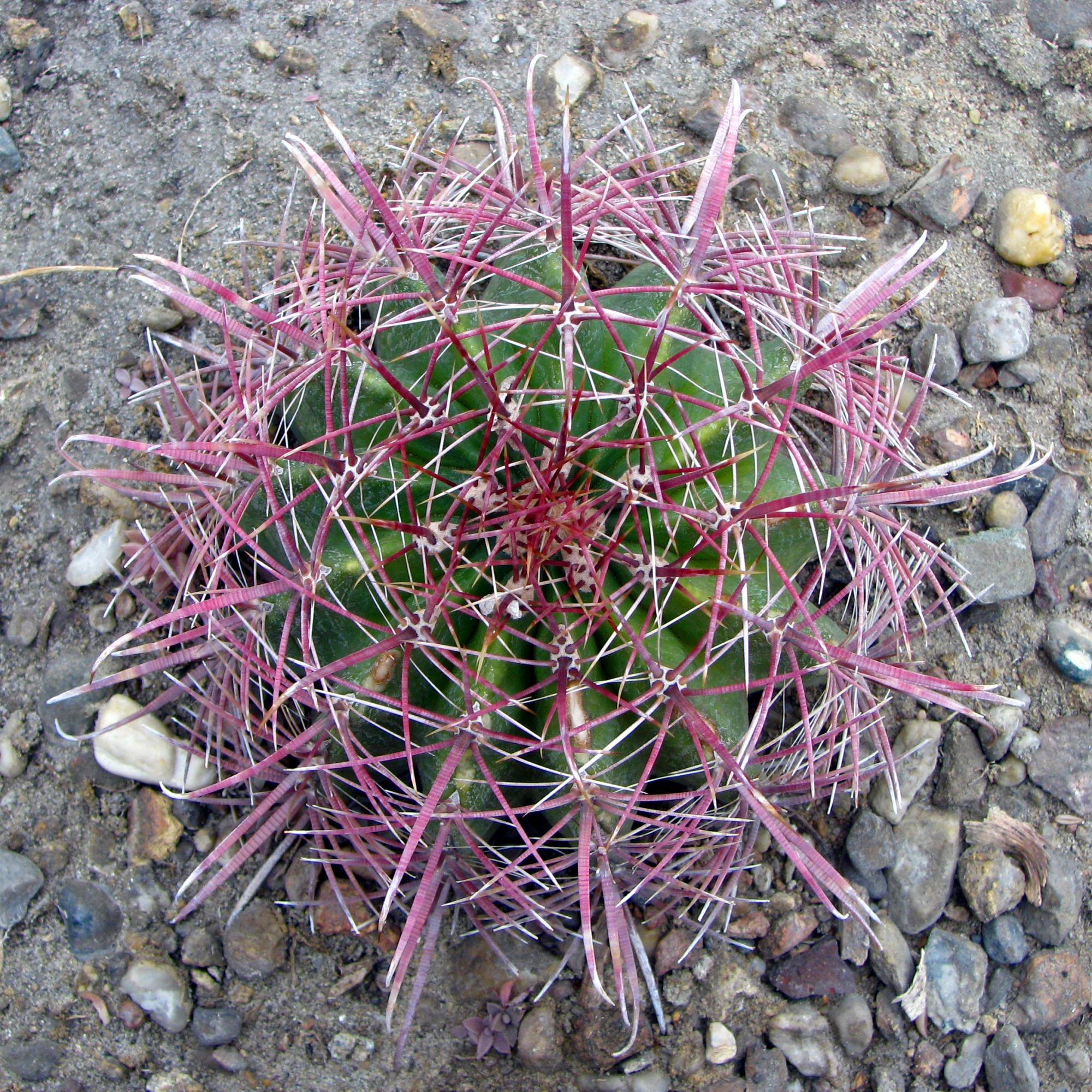